# Don't Shoot Me Santa
Don't Shoot Me Santa este al treisprezecelea single al trupei de rock alternativ The Killers. A fost lansat pe iTunes pe 27 noiembrie 2007 drept single de Crăciun (al doilea single de Crăciun, după cel din 2006, „A Great Big Sled”).
Cântecul a atins locul 34 în UK Singles Chart și locul 108 în US Hot 100.
Toate încasările obținute de pe urma acestui cântec au mers la campania anti-SIDA susținută de solistul trupei U2, Bono.

## Lista melodiilor

### CD
1. „Don't Shoot Me Santa” - 4:04
2. „Don't Shoot Me Santa” (Enhanced Video) - 4:33

## Despre videoclip
Videoclipul începe cu imaginea unui teatru de păpuși dintr-o rulotă în care apar Brandon Flowers și Moș Crăciun sub formă de păpuși, și această scenă continuă până la un moment dat, când Moș Crăciun, care mânuia păpușile, iese la iveală pentru a spune I've got a bullet in my gun! (traducere: Am un glonț în armă!) Imaginea se mută pe Flowers, care este legat într-un scaun și acoperit cu ornamente de Crăciun, aparent ținut ostatic de Moș Crăciun. Sunt arătate imagini cu Flowers legat în mașina lui Moș Crăciun, ca și imagini cu trupa într-o cameră decorată ca de Sărbători, interpretând cântecul. Apoi privitorul îl poate vedea pe Flowers, în continuare legat de scaun lângă rulota Moșului, privind neputincios cum acesta îi sapă groapa. Colegii de trupă apar din spate, camuflați în dosul a trei copaci mici, izbutesc să îl elibereze pe Flowers, și scapă în mașina lui Moș Crăciun, acestuia nemairămânându-i altceva de făcut decât să îngroape păpușa cu chipul lui Flowers. Ultima imagine este a unei păpuși reprezentându-l pe Moș Crăciun, care ține un semn pe care scrie Merry Christmas from The Killers (Crăciun fericit din partea The Killers).
Rolul Moșului (atât ca voce, cât și în videoclip) este jucat de Ryan Pardey. The Killers au scris un cântec despre Pardey intitulat „Questions With the Captain”, care apare ca melodie ascunsă la sfârșitul albumului Sawdust (numai pe CD).

## Poziții în topuri
- 34 (Marea Britanie)
- 49 (Irlanda)
- 73 (US Pop 100)
- 108 (US Hot 100)